# 久里浜商店街

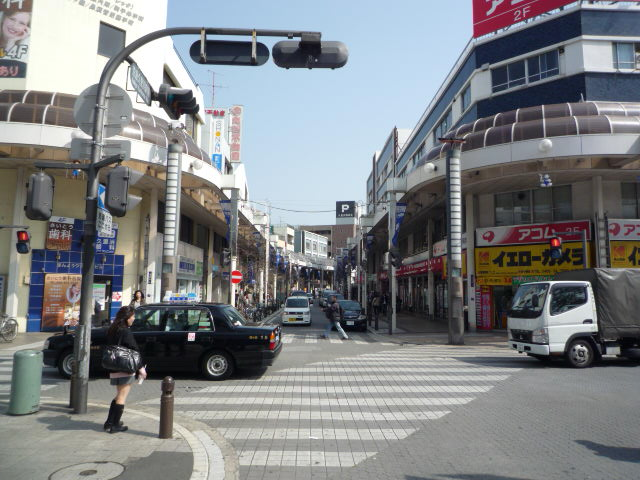
はろーど通り入口（2010年3月20日撮影）

久里浜商店街（くりはましょうてんがい）とは、神奈川県横須賀市久里浜にある商店街とその連合組織である。
もともとは個々の商店街だったが、駅周辺の6つの商店街が連合して久里浜商店会協同組合を結成し法人化。現在は、加盟した商店街全体の運営を協力して行っている。2008年12月に近隣のイオン横須賀久里浜ショッピングセンターと協力し、イオングループの電子マネー (WAON) を久里浜商店街の店舗でも利用できるサービスを実施したことは、商店街と大型スーパーの垣根を越えた試みとして広く注目を集めた。

## 概要
久里浜商店街は交通の便が良い立地と周辺人口が多いという好条件もあって、横須賀市でも指折りの賑わいを見せている。
- はろーど通り（はろーどどおり）
  - 京急久里浜駅から国道134号を結ぶ道の両側に片側式アーケードを備えた全長約120mの商店街。久里浜の目抜き通りで人通りが多い。
- 久里浜黒船仲通り（くりはまくろぶねなかどおり）
  - 全蓋式アーケードを備えた商店街。はろーど通りとすずらん通りを結ぶ道と京急久里浜駅と国道134号を結ぶ道が中心部でクロスしている。老舗や著名な店舗が多くこちらも人通りも多い。アーケードに覆われているため雨風が避けられるのも魅力。
- 駅前本通り（えきまえほんどおり）
  - 京急久里浜駅前を横切る道沿いに連なる商店街。飲食店が多く集まる。
- 中央通り（ちゅうおうどおり）
  - はろーど通りの終点、国道134号との交差点の先に延びる商店街。街路樹が立ち並ぶ。
- 西口栄通り（にしぐちさかえどおり）
  - 久里浜駅と京急久里浜駅を結ぶ通り。電車の乗り換え客の利用が多い。
- すずらん通り（すずらんどおり）
  - 最西端にあるため人通りは少ない。住宅も目立つ。

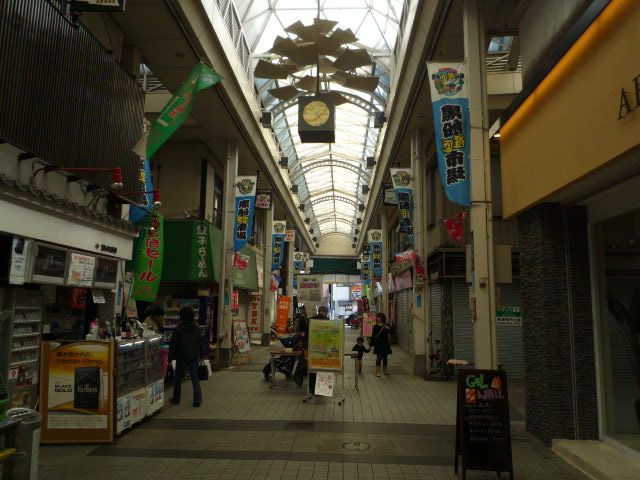
久里浜黒船仲通り（2010年3月20日撮影）
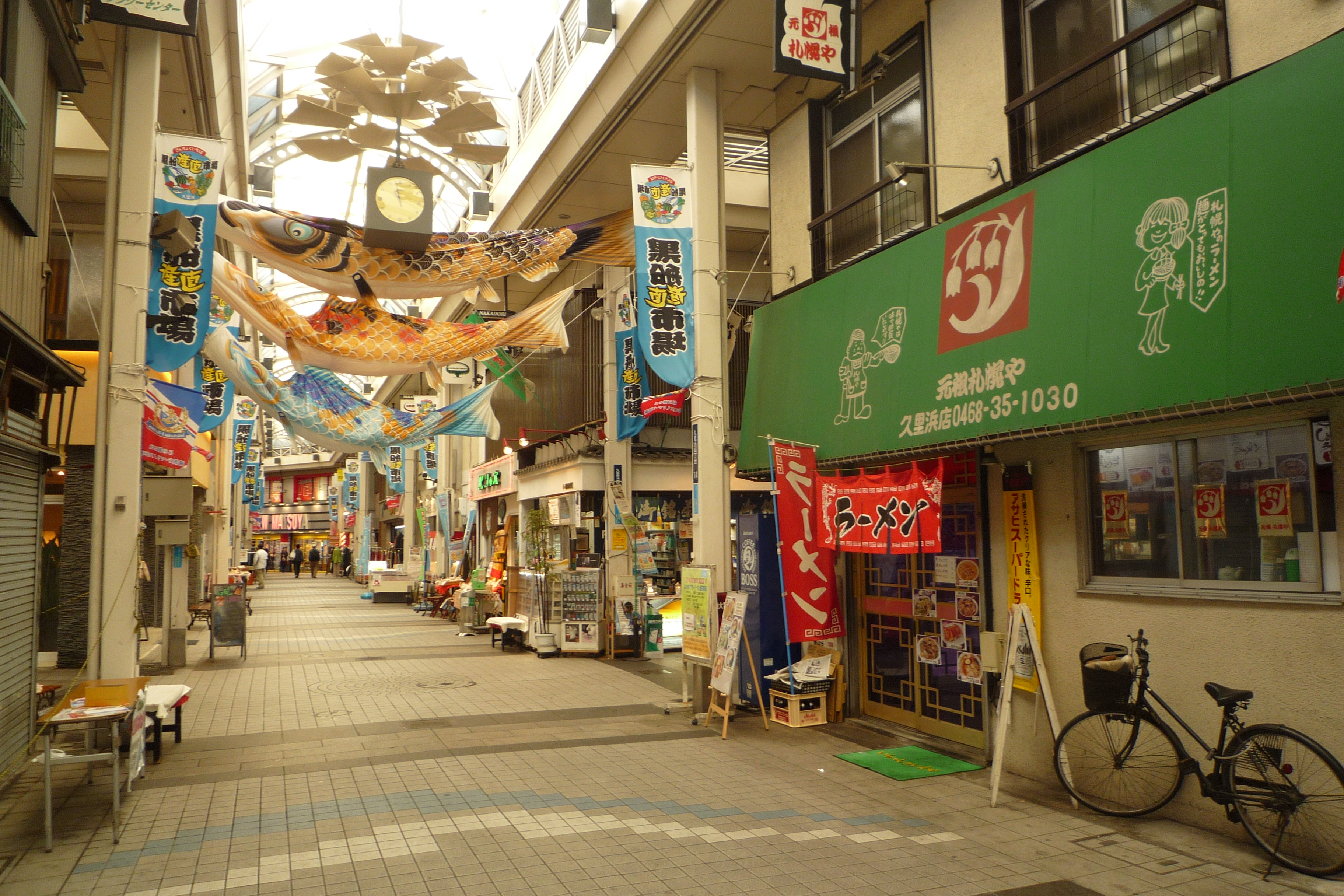
久里浜黒船仲通り（2010年4月17日撮影）
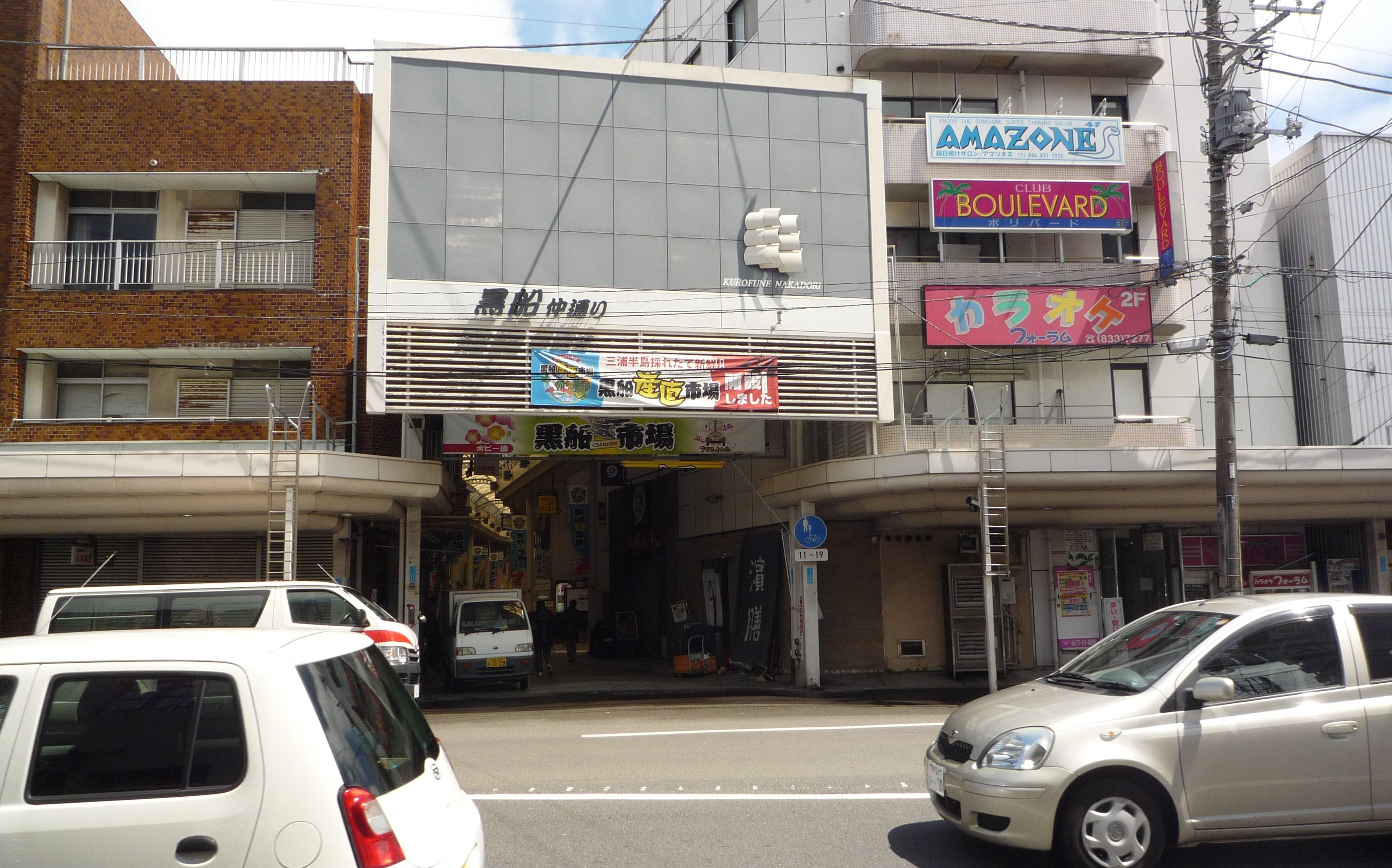
久里浜黒船仲通り入口（2010年4月17日撮影）
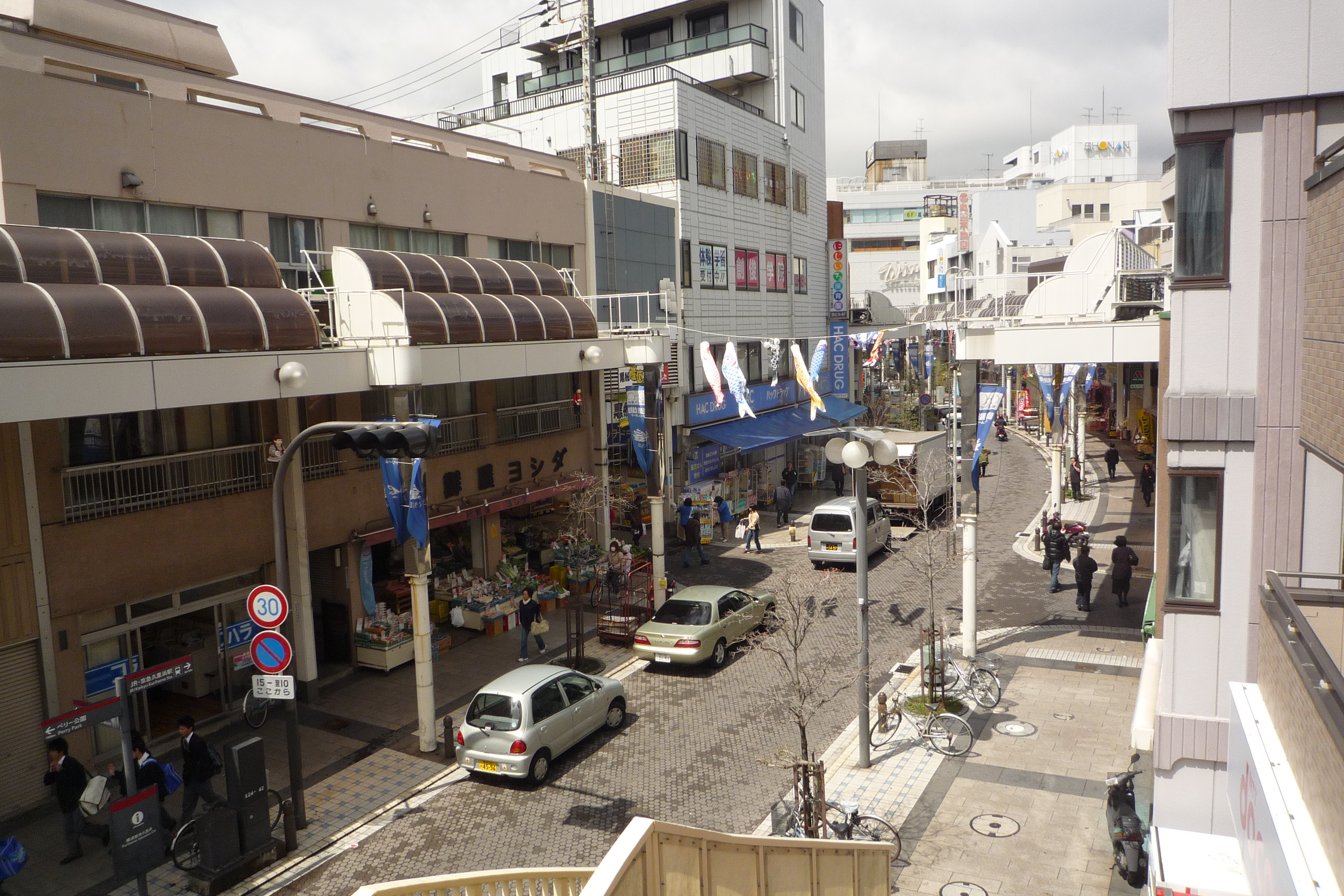
はろーど通り（2010年4月17日撮影）
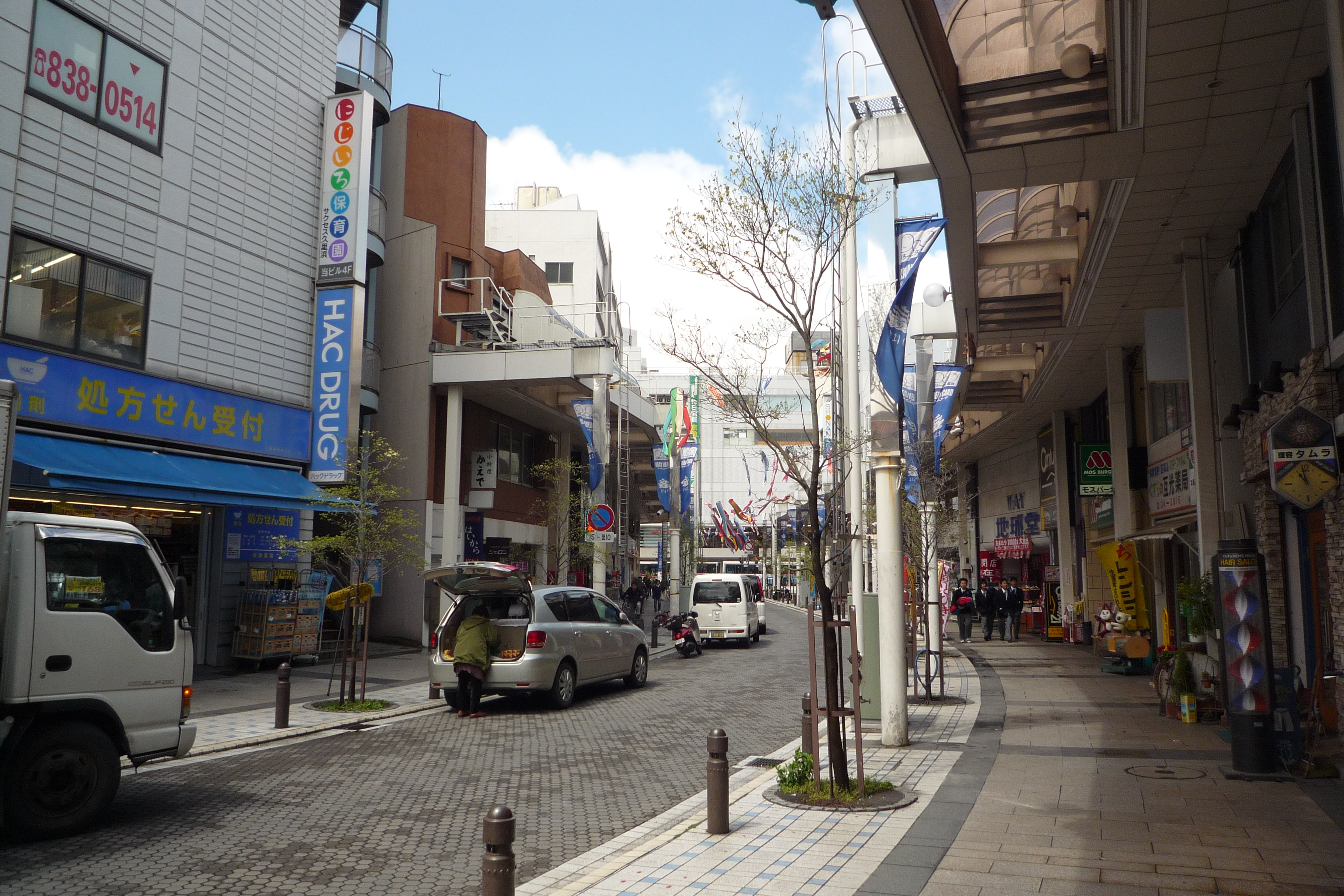
はろーど通り（2010年4月17日撮影）
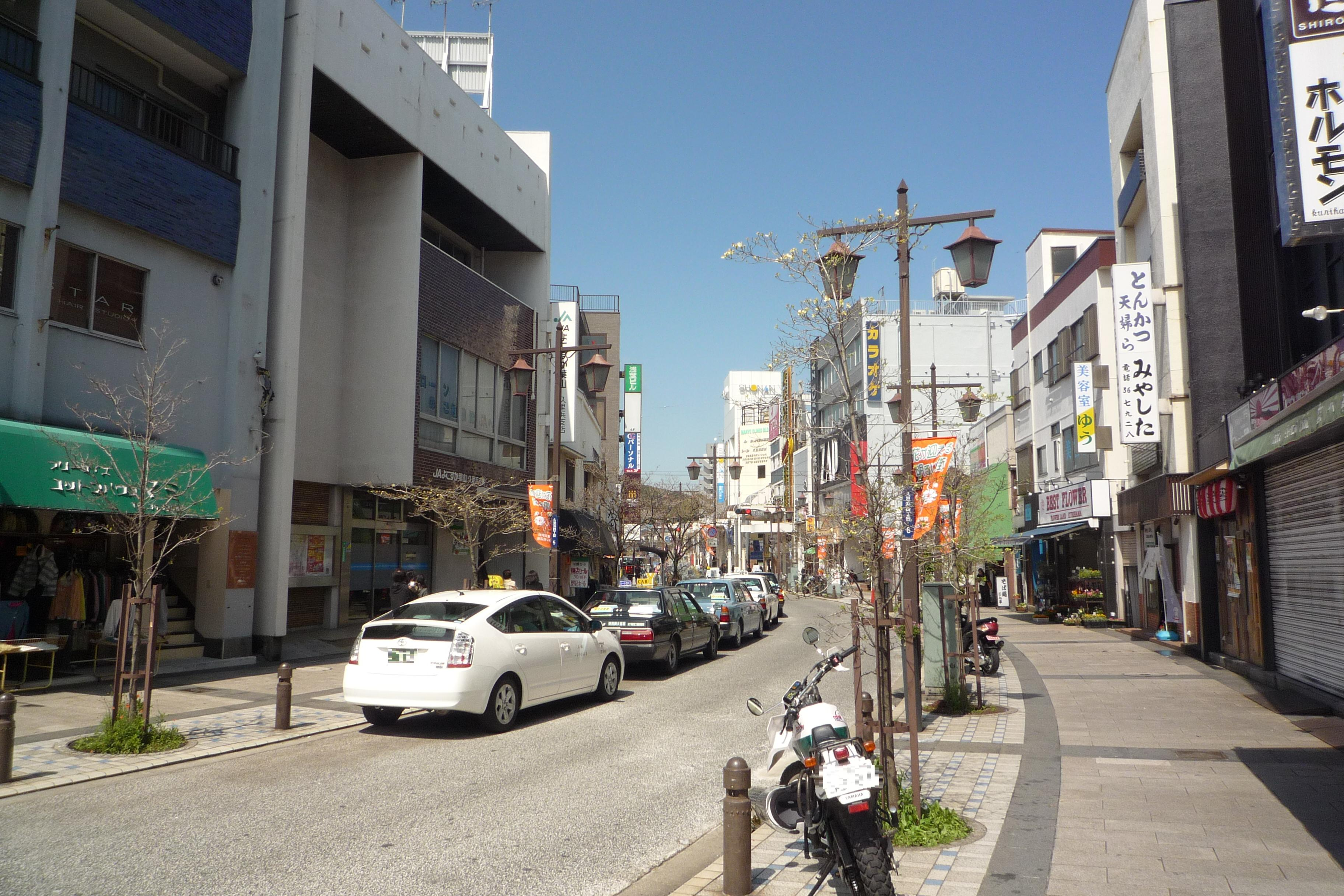
駅前本通り（2010年4月17日撮影）
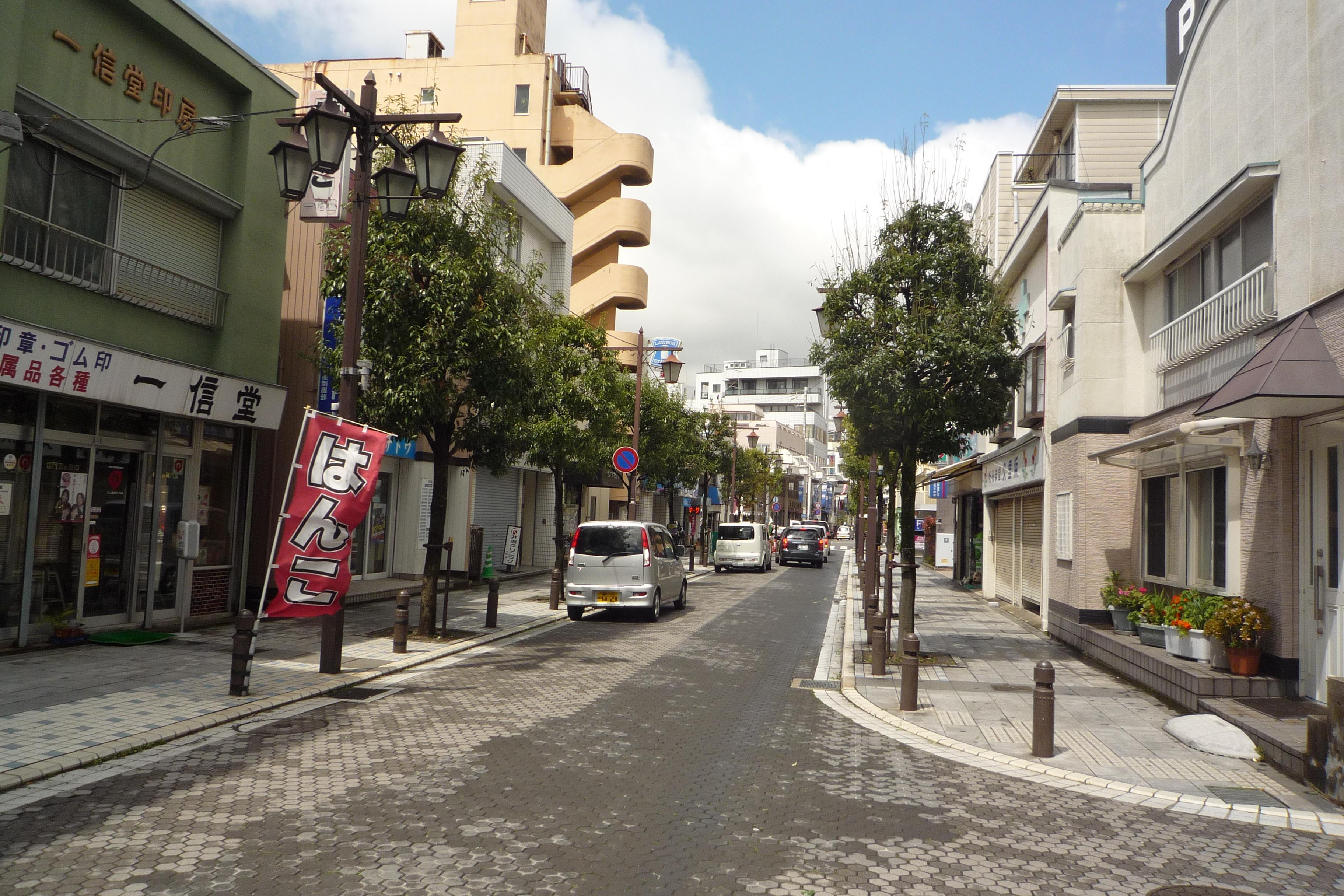
中央通り（2010年4月17日撮影）
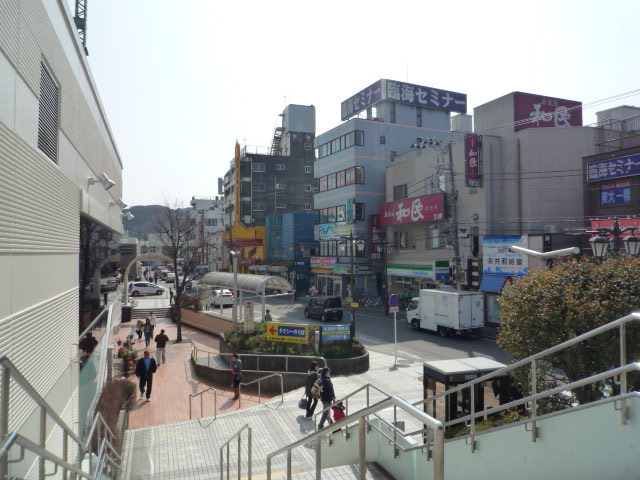
京急久里浜駅西口（2010年3月20日撮影）
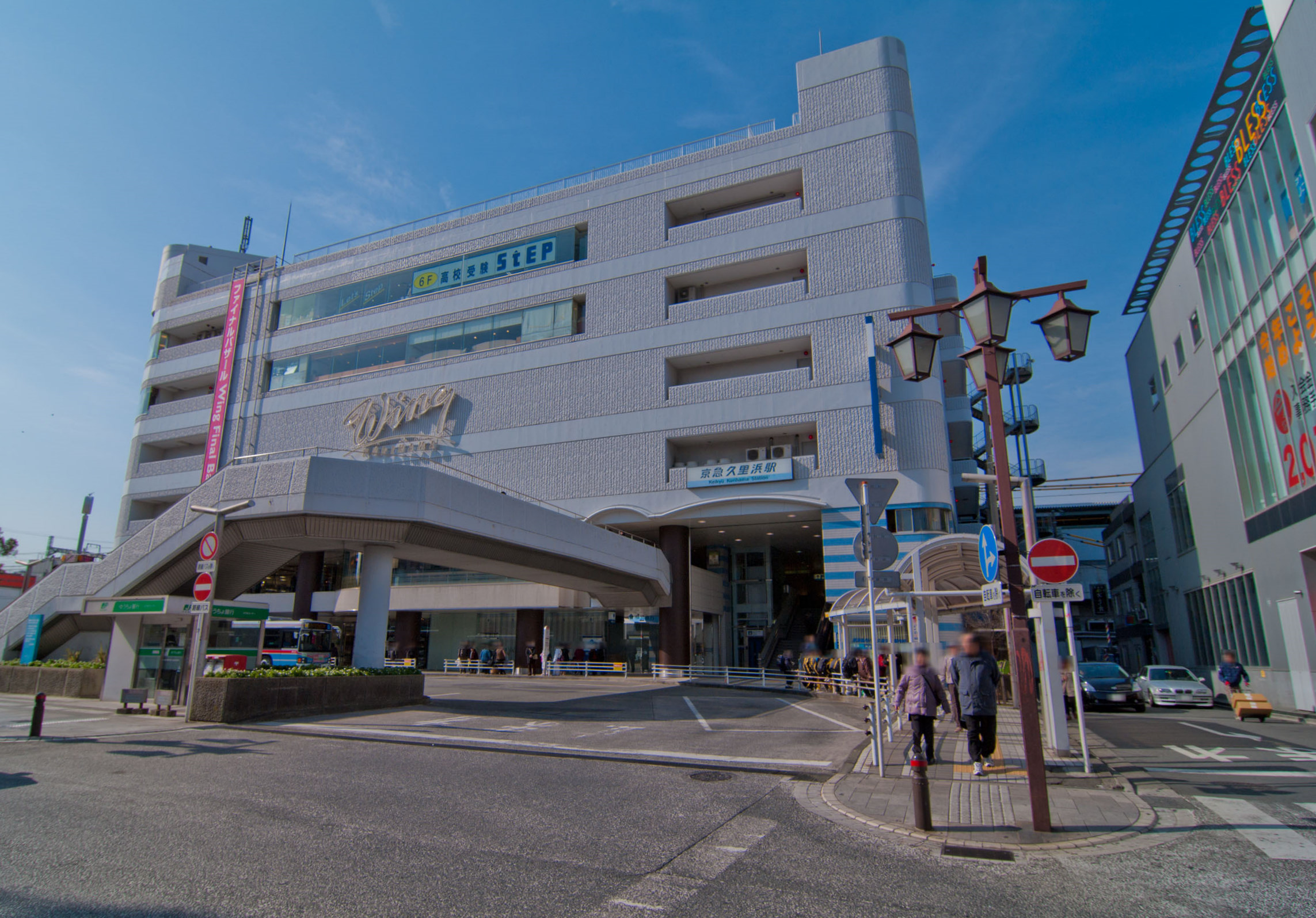
京急久里浜駅 駅ビル「ウィング久里浜」（2011年1月29日撮影）
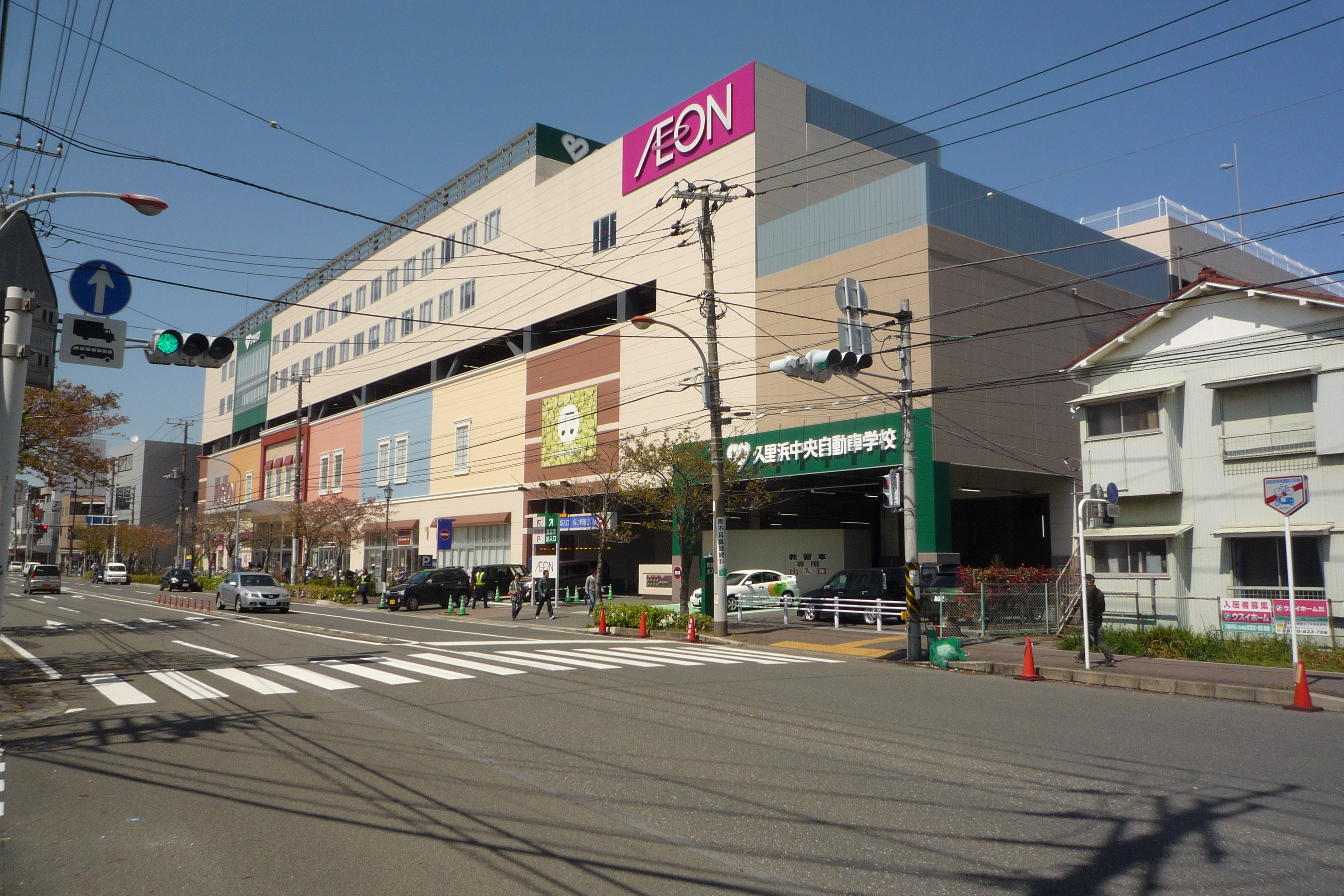
イオン横須賀久里浜ショッピングセンター（2010年4月17日撮影）

## 特色
- 各種イベント（特に『開国のまち久里浜』を売りにしたイベントや、近隣のくりはま花の国関連のイベントが多い）の開催。
- 三浦半島の産品を扱い地産地消を推進するアンテナショップの開店。

## アクセス
- 横須賀線久里浜駅及び京急久里浜線京急久里浜駅下車すぐ。
- 自動車の場合は、商店街タワー駐車場（100台収容）を利用。

## 周辺施設
- ウィング久里浜（京急久里浜駅の駅ビル）
- イオン横須賀久里浜ショッピングセンター - イオン久里浜店
- くりはま花の国
- ペリー公園
- 横須賀市立横須賀総合高等学校
- 横須賀市立久里浜行政センター
- 横須賀市立南健康福祉センター
- 横須賀市立南図書館
- 日本ビクター横須賀工場、久里浜技術センター
- 平作川
- 久里浜郵便局